# Glomera sepalosiphon
Glomera sepalosiphon är en orkidéart som beskrevs av André Schuiteman och De Vogel. Glomera sepalosiphon ingår i släktet Glomera och familjen orkidéer. Inga underarter finns listade i Catalogue of Life.